# Бергенстроле, Евгений Карлович
Евгений Карлович Бергенстроле (1870—1916) — русский военный  деятель, полковник  (1915). Герой Первой мировой войны, погиб в бою.

## Биография
В 1889 году после окончания Московского 4-го кадетского корпуса вступил в службу. В 1890 году после окончания 2-го военного Константиновского училища по I разряду произведён в подпоручики и выпущен в Скопинский резервный батальон. В 1894 году произведён в поручики. В 1900 году после окончания Офицерской стрелковой школы произведён в штабс-капитаны. В 1902 году произведён в капитаны, ротный командир Пятигорского 151-го пехотного полка.
С 1914 года участник Первой мировой войны, с 1915 года подполковник и полковник, штаб-офицер  Дубенского 299-го пехотного полка. 9 июня 1916 года убит в бою у Огинского канала.
Высочайшим приказом от 23 апреля 1915 года за храбрость награждён Георгиевским оружием :
За то, что, командуя 5-го ноября 1914 года 299-м Дубенским полком, под сильным огнём противника довёл атаку до штыкового удара, захватив важный сильно укреплённый участок неприятельской позиции на фронте гор. Берувъ — Лисью Гору, чем обеспечил правый фланг соседнего полка

## Награды
- Орден Святого Станислава 3-й степени (ВП 1902)
- Орден Святой Анны 3-й степени (ВП 1910)
- Орден Святого Станислава 2-й степени с мечами (ВП 11.05.1914; ВП 05.10.1916)
- Орден Святой Анны 2-й степени с мечами (ВП 2.01.1915[2])
- Орден Святого Владимира 4-й степени с мечами и бантом (ВП 08.04.1915)
- Георгиевское оружие (ВП 23.04.1915)
- Орден Святой Анны 4-й степени «За храбрость» (ВП 07.05.1915)